# Umbilicus Urbis Romae
L'umbilicus urbis Romae ("ombelico della città di Roma") o umbilicus Urbis, era il centro ideale della città di Roma, posto nel Foro Romano, nei pressi dell'arco di Settimio Severo e del Tempio della Concordia.

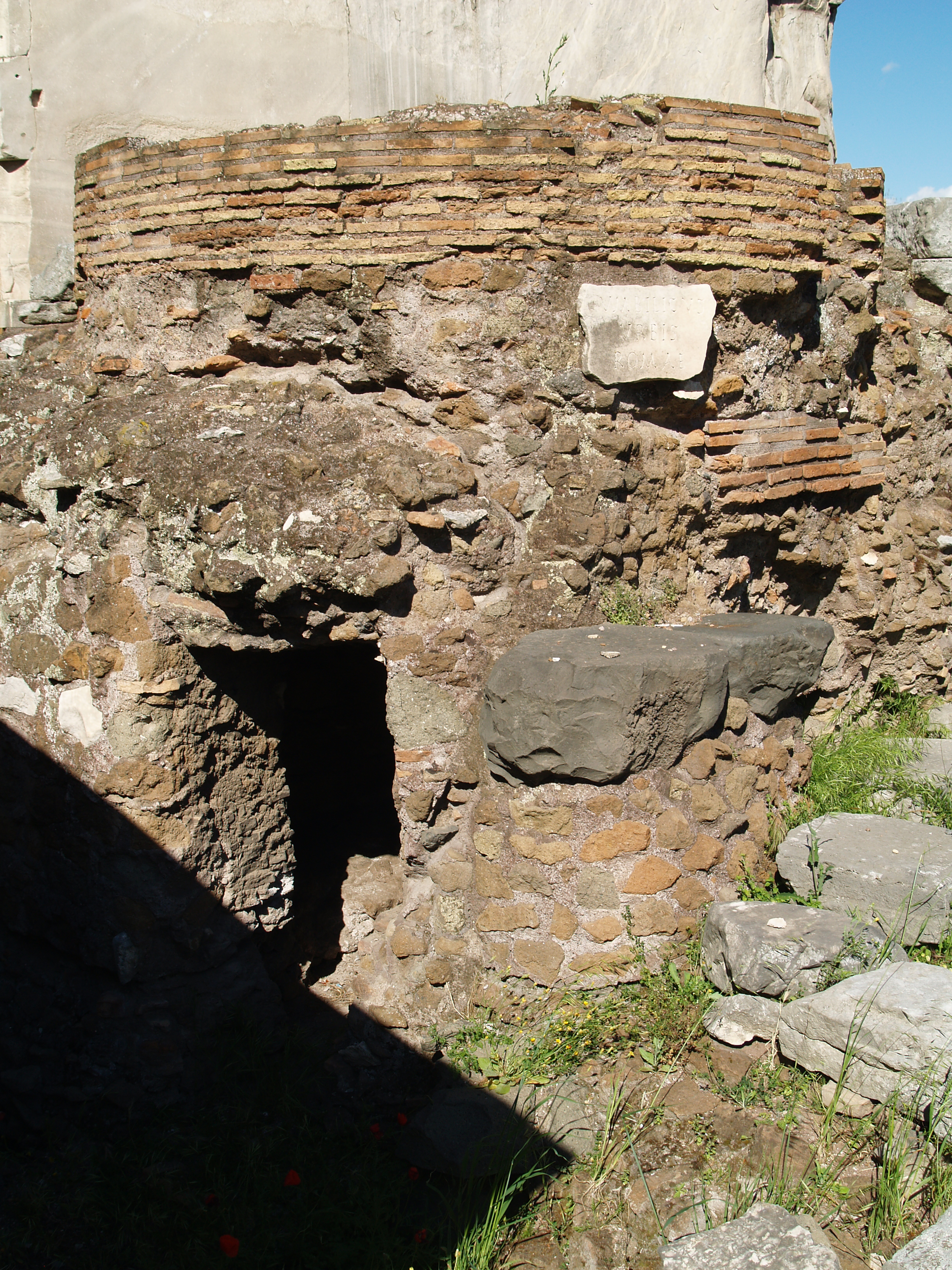
Apertura alla base dell'umbilicus urbis Romae.

## Descrizione
Si trattava dell'equivalente romano degli omphalos greci. 
Era costituito da un cono di mattoni, parzialmente conservatosi, ricoperto di marmi bianchi e colorati. Sulla cima doveva ergersi una colonna o una statua.
Quanto rimane del monumento è una costruzione conica del diametro di 4,45 metri alta 2 metri, alla base della quale è presente una piccola apertura da cui si accede ad una cavità posta sotto il monumento.
L'Umbilicus Urbis non va confuso con il Miliarium Aureum, costruito da Augusto poco distante e utilizzato come "punto zero" per la misura delle distanze in tutto l'Impero.

## Storia
Secondo la leggenda della nascita di Roma, Romolo, quando fondò la città, fece scavare una fossa circolare nell'area che sarebbe poi diventata il Foro. Tale fossa era considerata sacra: al suo interno i Romani gettavano i primi frutti dell'anno come dono sacrificale agli dèi. Inoltre, tutti i nuovi cittadini romani avrebbero dovuto gettare simbolicamente nel pozzo una manciata di terra del loro luogo di provenienza. Questa fossa viene ritenuta essere il Mundus Cereris, un pozzo sacro che si credeva celasse un accesso diretto al mondo dell'Oltretomba.
Si ritiene che l'Umbilicus Urbis fosse strettamente legato al Mundus Cereris, o che addirittura esso fosse la copertura esterna monumentalizzata dello stesso pozzo sacro. Non a caso, l'Umbilicus si trova vicino ad altre strutture considerate sacre e risalenti alla Roma arcaica, come il Volcanale e il Lapis Niger. Il Mundus Cereris veniva normalmente mantenuto chiuso da una pietra denominata Lapis Manalis, al fine di impedire ogni tipo di comunicazione tra il mondo dei vivi e quello dei morti. La fossa veniva aperta solo tre giorni all'anno: il 25 agosto, il 5 ottobre e l'8 novembre, giorni durante i quali si credeva che le anime dei defunti potessero uscire dall'Oltretomba proprio attraverso il Mundus e vagare nel mondo dei vivi. Durante questi giorni sia gli affari civili che quelli militari venivano sospesi in quanto considerati dies nefasti. 
Una prima costruzione monumentale dell'Umbilicus Urbis venne realizzata intorno al II secolo a.C.; tuttavia le rovine attualmente visibili si riferiscono ad una ricostruzione dell'epoca di Settimio Severo: la costruzione del vicino arco di trionfo intitolato all'imperatore, infatti, invase parzialmente l'area su cui si trovava l'Umbilicus, motivo per cui esso venne ricostruito per fare spazio al nuovo monumento. Nella ricostruzione furono reimpiegati materiali provenienti dall'Umbilicus Urbis precedente.